# Brasch – Das Wünschen und das Fürchten
Brasch – Das Wünschen und das Fürchten ist ein deutscher Dokumentarfilm von Christoph Rüter aus dem Jahr 2011 über den Schriftsteller, Dramatiker, Lyriker, Regisseur und Übersetzer Thomas Brasch.

## Handlung
Als der Dichter Thomas Brasch am 3. November 2001 mit 56 Jahren verstirbt, hinterlässt er neben einem letzten unvollendeten Stück (Eine Märchenkomödie aus Berlin) auch 28 DV-Kassetten. Auf ihnen befinden sich Interviews, Selbstgespräche, private Beobachtungen und Protokolle, die einen ungefilterten Blick auf die Lebensumstände und das private Umfeld des Künstlers ermöglichen; zum Teil von ihm selbst mit der Handkamera, zum Teil von seinem Freund Christoph Rüter erstellt. Rüter montiert dieses Material zusammen mit Archivaufnahmen, Fernsehbeiträgen, Filmausschnitten und anderen Dokumenten zu einem sehr persönlichen Porträt des ehemaligen DDR-Dissidenten. Neben biographischen Spuren werden auch Filmsequenzen aus Braschs Spielfilmen Engel aus Eisen, Domino, Der Passagier – Welcome to Germany sowie Theaterausschnitte aus seinen Stücken Rotter und Lieber Georg gezeigt. Auch seine Rede anlässlich des durch Franz Josef Strauß überreichten Bayerischen Filmpreises ist enthalten, bei der Brasch von Protesten begleitet ausdrücklich der Filmhochschule der DDR für seine Ausbildung dankt.

## Kritik
„Und doch, was weiß man über ein Leben, wenn man bloß seine Stationen kennt? Nicht viel, weiß Christoph Rüter, dessen eindringliches Porträt „Brasch. Das Wünschen und das Fürchten“ nun ins Kino kommt. „Der Konflikt war sein Leben, der Schmerz sein Auge, die Wunde der Kontakt zur Außenwelt“, sagt Rüter. Und alldem – der ungemilderten Existenzform Brasch also – setzt der Film uns aus. Nichts von den üblichen Vergangenheitsvergewisserungen, schon gar keine Gespräche mit Zeitzeugen. Hier redet nur einer, sagt Rüter, und das ist Brasch selbst“

„Christoph Rüter gelingt ein intimes Porträt seines Freundes Thomas Brasch, das nie sentimental wird oder gar gekünstelt wirkt. Eine Hommage, die bisweilen nicht nur melancholisch ist, sondern manchmal auch schmerzt. Wie Brasch im Interview mehrfach sagt: es ist die Wunde, die ihn interessiert, der Riss, der durch den Menschen geht.“

## Hintergrund
Brasch – Das Wünschen und das Fürchten wurde 2011 auf der Berlinale in der Sektion Panorama uraufgeführt.